# Тьєрра-Дорада (Техас)
Тьєрра-Дорада (англ. Tierra Dorada) — переписна місцевість (CDP) в США, в окрузі Старр штату Техас. Населення — 29 осіб (2020).

## Географія
Тьєрра-Дорада розташована за координатами 26°24′2″ пн. ш. 98°55′17″ зх. д. / 26.40056° пн. ш. 98.92139° зх. д. (26.400653, -98.921262).  За даними Бюро перепису населення США в 2010 році переписна місцевість мала площу 0,05 км², уся площа — суходіл.

## Демографія
Згідно з переписом 2010 року, у переписній місцевості мешкало 28 осіб у 7 домогосподарствах у складі 7 родин. Густота населення становила 592 особи/км².  Було 7 помешкань (148/км²).
Расовий склад населення:
| - 96,4 % — білих - 3,6 % — осіб інших рас |

До двох чи більше рас належало 0,0 %. Частка іспаномовних становила 100,0 % від усіх жителів.
За віковим діапазоном населення розподілялося таким чином: 32,1 % — особи молодші 18 років, 64,3 % — особи у віці 18—64 років, 3,6 % — особи у віці 65 років та старші. Медіана віку мешканця становила 35,0 року. На 100 осіб жіночої статі у переписній місцевості припадало 64,7 чоловіків;  на 100 жінок у віці від 18 років та старших — 46,2 чоловіків також старших 18 років.
Цивільне працевлаштоване населення становило 0 осіб. 